# Pasanggrahan (Cilawu)
Pasanggrahan is een bestuurslaag in het regentschap Garut van de provincie West-Java, Indonesië. Pasanggrahan telt 5024 inwoners (volkstelling 2010).